# Nothobranchius eggersi
Espèce
Nothobranchius eggersi est une espèce de poissons de la famille des Aplocheilidae. Elle est endémique de la Tanzanie. Son habitat naturel est formé par les marais intermittents d'eau douce. Cette espèce existe sous deux formes : bleu et rouge.